# هارون بيكر
هارون بيكر (بالإنجليزية: Aaron Becker)‏ هو كاتب للأطفال وكاتب أمريكي، ولد في 1974 في بالتيمور في الولايات المتحدة.